# 米哈伊尔·拉兹沃扎耶夫
米哈伊尔·弗拉基米罗维奇·拉兹沃扎耶夫（羅馬化：Mikhail Vladimirovich Razvozhayev；1980年12月30日—），俄罗斯政治人物，现任俄佔克里米亞塞瓦斯托波尔市长和统一俄罗斯党塞瓦斯托波尔地区支部书记。他也曾于2018年间担任哈卡斯共和国代理首脑。